# CA – A Cancer Journal for Clinicians
CA: A Cancer Journal for Clinicians – recenzowany periodyk naukowy zawierający publikacje z dziedziny onkologii. Istnieje od 1950 roku i jest sztandarowym czasopismem American Cancer Society.
Czasopismo publikuje aktualne informacje na temat zapobiegania, diagnozowania i leczenia nowotworów złośliwych. Periodyk dostarcza lekarzom i innych specjalistom opieki zdrowotnej informacje w postaci obszernych prac przeglądowych i kształcenia ustawicznego wraz z wytycznymi i danymi statystycznymi American Cancer Society. Wszystkie treści, jakie ukazują się na łamach „CA: A Cancer Journal for Clinicians”, są udostępniane na zasadzie otwartego dostępu.
Periodyk ma najwyższy impact factor spośród wszystkich czasopism naukowych indeksowanych w Journal Citation Reports. Jego impact factor za rok 2015 wyniósł 137,578, co uplasowało go na 1. miejscu wśród 213 czasopism onkologicznych. Na polskiej liście czasopism punktowanych przez Ministerstwo Nauki i Szkolnictwa Wyższego z 2015 roku „CA: A Cancer Journal for Clinicians” otrzymało maksymalną liczbę punktów – 50.
Czasopismo ma czwarty pod względem wysokości SCImago Journal Rank wśród wszystkich czasopism naukowych indeksowanych przez Scopus. Jego SCImago Journal Rank za 2015 rok wyniósł 32,242, dając mu:
- 1. miejsce wśród 322 czasopism w kategorii „onkologia”,
- 1. miejsce na 123 periodyki w kategorii „hematologia”.